# Sefronia
Sefronia è l'ottavo album di Tim Buckley, pubblicato dalla Discreet Records nel maggio del 1973. I brani del disco furono registrati al Paramount Recording Studios di Los Angeles (California) con parti registrate al Record Plant di New York City, New York ed al Devonshire Sound Studios di North Hollywood, California.

## Tracce
Lato A
1. Dolphins – 3:10 (Fred Neil)
2. Honey Man – 4:10 (Larry Beckett, Tim Buckley)
3. Because of You – 4:25 (Tim Buckley)
4. Peanut Man – 2:52 (Frederick Marshall Freeman, Harry Ludwig Nehls III)
5. Martha – 3:10 (Tom Waits)

Durata totale: 17:47
Lato B
1. Quicksand – 3:22 (Tim Buckley)
2. I Know I'd Recognize Your Face – 3:58 (Denny Randell, Letty Jo Baron)
3. Stone in Love – 3:27 (Tim Buckley)
4. Sefronia - After Asklepiades, After Kafka – 2:15 (Larry Beckett, Tim Buckley)
5. Sefronia - The King's Chain – 3:23 (Tim Buckley)
6. Sally Go 'Round the Roses – 3:43 (Tim Buckley)

Durata totale: 20:08

## Musicisti
Dolphins
- Tim Buckley - chitarra a dodici corde, voce
- Joe Falsia - chitarra
- Bob Rafkin - chitarra
- Lee Underwood - chitarra
- Mark Tiernan - tastiere
- Earl Dumler - corno inglese
- Fred Selden - flauto
- Bernie Mysior - basso
- Buddy Helm - batteria
- Kenneth Watson - timpani
- Lisa Roberts - accompagnamento vocale, cori
- Myrna Matthews - accompagnamento vocale, cori
- Sharon Beard - accompagnamento vocale ,cori
- Denny Randell - arrangiamenti (strumenti a fiato e parti vocali)

Honey Man e Because of You
- Tim Buckley - chitarra a dodici corde, voce
- Joe Falsia - chitarra
- Mark Tiernan - tastiere
- Bernie Mysior - basso
- Buddy Helm - batteria

Peanut Man
- Tim Buckley - chitarra a dodici corde, voce
- Joe Falsia - chitarra
- Mark Tiernan - tastiere
- Tom Scott - sassofono tenore
- Bernie Mysior - basso
- Buddy Helm - batteria
- King Errison - congas
- Myrna Matthews - accompagnamento vocale, cori
- Sharon Beard - accompagnamento vocale, cori

Martha
- Tim Buckley - chitarra a dodici corde, voce
- Joe Falsia - chitarra
- Mark Tiernan - tastiere
- Denny Randell - tastiere, arrangiamenti strumenti a fiato
- Earl Dumler - corno inglese
- Bernie Mysior - basso
- Buddy Helm - batteria
- Dave Blumberg - arrangiamenti strumenti a corda

Quicksand
- Tim Buckley - chitarra a dodici corde, voce
- Joe Falsia - chitarra
- Bob Rafkin - chitarra
- Mark Tiernan - tastiere
- Denny Randell - tastiere
- Bernie Mysior - basso
- Buddy Helm - batteria
- King Errison - congas
- Marcia Waldoef - voce femminile
- Dave Blumberg - arrangiamenti strumenti a corda

Stone in Love
- Tim Buckley - chitarra a dodici corde, voce
- Joe Falsia - chitarra
- Mark Tiernan - tastiere
- Bernie Mysior - basso
- Buddy Helm - batteria
- King Errison - congas
- Lisa Roberts - accompagnamento vocale, cori
- Myrna Matthews - accompagnamento vocale, cori
- Sharon Beard - accompagnamento vocale, cori

Sefronia - After Asklopiades, After Kafka e Sefronia - The King's Chain
- Tim Buckley - chitarra a dodici corde, voce
- Joe Falsia - chitarra
- Bob Rafkin - chitarra
- Mark Tiernan - tastiere
- Denny Randell - tastiere, arrangiamenti strumenti a corda
- Bernie Mysior - basso
- Buddy Helm - batteria
- King Errison - congas, tamburello
- Larry Bunker - marimba

Sally Go 'Round the Roses
- Tim Buckley - chitarra a dodici corde, voce
- Joe Falsia - chitarra
- Mark Tiernan - tastiere
- Bernie Mysior - basso
- Buddy Helm - batteria
- Dave Blumberg - arrangiamenti strumenti a corda
- Denny Randell - arrangiamenti strumenti a corda

note aggiuntive
- Tim Buckley - arrangiamenti (parte ritmica)
- Denny Randell - arrangiamenti (parte ritmica), produttore
- Sid Sharp - concertmaster
- Herb Cohen - management
- Greg Venalbe - tecnico del suono
- Kerry McNabb - tecnico del suono
- Larry Hirsch - tecnico del suono
- Roger Dollarhide - tecnico del suono
- Roy Ciaclo - tecnico del suono